# Crotalus pricei
Espèce
Synonymes
- Crotalus triseriatus miquihuanus Gloyd, 1940

Statut de conservation UICN

 LC  : Préoccupation mineure
Crotalus pricei est une espèce de serpents de la famille des Viperidae.

## Répartition
Cette espèce se rencontre en Aridamérique :
- aux États-Unis dans le sud-est de l'Arizona ;
- au Mexique dans l'ouest du Sonora, dans l'est du Chihuahua, dans l'Ouest du Durango, dans le sud-est du Coahuila, dans le sud du Nuevo León, dans le sud-ouest du Tamaulipas et dans l’État d'Aguascalientes.

## Description
Ce serpent venimeux vivipare atteint environ 50 à 60 cm. La couleur de base est le gris tirant parfois sur le bleu ou le brun voire le rouge, avec des taches sur le dos. Une ligne noire part de l'œil pour rejoindre la nuque.

## Liste des sous-espèces
Selon The Reptile Database (13 février 2014) :
- Crotalus pricei pricei Van Denburgh, 1895
- Crotalus pricei miquihuanus Gloyd, 1940

## Étymologie
Cette espèce est nommée en l'honneur de William Wightman Price (1871-1922).

## Publications originales
- Gloyd, 1940 : The rattlesnakes genera Sistrurus and Crotalus a study in Zoogeography and Evolution. Chicago Academy of Sciences, vol. 4, p. 1-266.
- Van Denburgh, 1895 : Description of a new rattlesnake (Crotalus pricei) from Arizona. Proceedings of the California Academy of Sciences, sér. 2, vol. 5, p. 856-857.